# Calcio Padova 1978-1979
Questa pagina raccoglie i dati riguardanti il Calcio Padova nelle competizioni ufficiali della stagione 1978-1979.

## Stagione
Il Padova nel campionato di Serie C1 - Girone A si classifica al sedicesimo posto e retrocede in Serie C2.
Nel Girone 15 della Coppa Italia Semiprofessionisti la squadra si piazza all'ultimo posto dietro al Monselice (qualificato ai sedicesimi di finale) e all'Adriese.

## Rosa
| N. |                   | Ruolo | Calciatore          |
| -- | ----------------- | ----- | ------------------- |
|    | Italia (bandiera) | P     | Fausto Gandolfi     |
|    | Italia (bandiera) | P     | Paolo Riccardi      |
|    | Italia (bandiera) | D     | Attilio Berti       |
|    | Italia (bandiera) | D     | Massimo Bigotto     |
|    | Italia (bandiera) | D     | Angelo Di Mario     |
|    | Italia (bandiera) | D     | Angelo Fontani      |
|    | Italia (bandiera) | D     | Damiano Leonardelli |
|    | Italia (bandiera) | D     | Giorgio Michielon   |
|    | Italia (bandiera) | D     | Maurizio Tubaldo    |
|    | Italia (bandiera) | C     | Luigi Bortolan      |

| N. |                   | Ruolo | Calciatore         |
| -- | ----------------- | ----- | ------------------ |
|    | Italia (bandiera) | C     | Giuseppe Pillon    |
|    | Italia (bandiera) | C     | Maurizio Grosselli |
|    | Italia (bandiera) | C     | Adriano Amadi      |
|    | Italia (bandiera) | C     | Andrea Manzo       |
|    | Italia (bandiera) | C     | Carlo Perrone      |
|    | Italia (bandiera) | C     | Dario Sanguin      |
|    | Italia (bandiera) | A     | Gaetano Musella    |
|    | Italia (bandiera) | A     | Michele Rogliani   |
|    | Italia (bandiera) | A     | Ercole Romanini    |
|    | Italia (bandiera) | A     | Cesare Vitale      |

## Risultati

### Serie C1

#### Girone di andata
| 1º ottobre 1978 1ª giornata | Padova | 0 – 1 | Alessandria |  |

| 8 ottobre 1978 2ª giornata | Novara | 0 – 1 | Padova |  |

| 15 ottobre 1978 3ª giornata | Padova | 1 – 0 | Spezia |  |

| 22 ottobre 1978 4ª giornata | Modena | 1 – 1 | Padova |  |

| 29 ottobre 1978 5ª giornata | Padova | 1 – 3 | Biellese |  |

| 5 novembre 1978 6ª giornata | Mantova | 0 – 0 | Padova |  |

| 12 novembre 1978 7ª giornata | Padova | 0 – 0 | Triestina |  |

| 19 novembre 1978 8ª giornata | Piacenza | 0 – 0 | Padova |  |

| 26 novembre 1978 9ª giornata | Trento | 0 – 0 | Padova |  |

| 3 dicembre 1978 10ª giornata | Padova | 0 – 2 | Reggiana |  |

| 10 dicembre 1978 11ª giornata | Treviso | 6 – 0 | Padova |  |

| 17 dicembre 1978 12ª giornata | Padova | 1 – 2 | Forlì |  |

| 30 dicembre 1978 13ª giornata | Padova | 2 – 1 | Juniorcasale |  |

| 7 gennaio 1979 14ª giornata | Como | 1 – 0 | Padova |  |

| 14 gennaio 1979 15ª giornata | Padova | 1 – 1 | Lecco |  |

| 21 gennaio 1979 16ª giornata | Cremonese | 1 – 1 | Padova |  |

| 28 gennaio 1979 17ª giornata | Padova | 0 – 1 | Parma |  |

#### Girone di ritorno
| 4 febbraio 1979 17ª giornata | Alessandria | 2 – 1 | Padova |  |

| 11 febbraio 1979 19ª giornata | Padova | 0 – 0 | Novara |  |

| 18 febbraio 1979 20ª giornata | Spezia | 1 – 1 | Padova |  |

| 25 febbraio 1979 21ª giornata | Padova | 0 – 4 | Modena |  |

| 4 marzo 1979 22ª giornata | Biellese | 0 – 0 | Padova |  |

| 11 marzo 1979 23ª giornata | Padova | 1 – 1 | Mantova |  |

| 25 marzo 1979 24ª giornata | Triestina | 2 – 0 | Padova |  |

| 1º aprile 1979 25ª giornata | Padova | 4 – 1 | Piacenza |  |

| 7 aprile 1979 26ª giornata | Padova | 0 – 3 | Trento |  |

| 22 aprile 1979 27ª giornata | Reggiana | 1 – 1 | Padova |  |

| 29 aprile 1979 28ª giornata | Padova | 1 – 1 | Treviso |  |

| 6 maggio 1979 29ª giornata | Forlì | 2 – 2 | Padova |  |

| 13 maggio 1979 30ª giornata | Juniorcasale | 0 – 1 | Padova |  |

| 20 maggio 1979 31ª giornata | Padova | 2 – 1 | Como |  |

| 27 maggio 1979 32ª giornata | Lecco | 1 – 1 | Padova |  |

| 3 giugno 1979 33ª giornata | Padova | 1 – 2 | Cremonese |  |

| 9 giugno 1979 34ª giornata | Parma | 3 – 1 | Padova |  |

## Statistiche

### Statistiche dei giocatori
| Giocatore      | Serie C1 | Serie C1 | Coppa Italia Semiprof. | Coppa Italia Semiprof. | Totale   | Totale |
| Giocatore      | Presenze | Reti     | Presenze               | Reti                   | Presenze | Reti   |
| -------------- | -------- | -------- | ---------------------- | ---------------------- | -------- | ------ |
| A. Amadi       | 8        | 0        | ?                      | ?                      | 8+       | 0+     |
| A. Berti       | 34       | 0        | ?                      | ?                      | 34+      | 0+     |
| M. Bigotto     | 4        | 0        | ?                      | ?                      | 4+       | 0+     |
| L. Bortolan    | 23       | 0        | ?                      | ?                      | 23+      | 0+     |
| A. Di Mario    | 20       | 0        | ?                      | ?                      | 20+      | 0+     |
| A. Fontani     | 33       | 1        | ?                      | ?                      | 33+      | 1+     |
| F. Gandolfi    | 33       | ?        | ?                      | ?                      | 33+      | ?      |
| M. Grosselli   | 22       | 1        | ?                      | ?                      | 22+      | 1+     |
| D. Leonardelli | 29       | 1        | ?                      | ?                      | 29+      | 1+     |
| A. Manzo       | 19       | 0        | ?                      | ?                      | 19+      | 0+     |
| G. Michielon   | 1        | 0        | ?                      | ?                      | 1+       | 0+     |
| G. Musella     | 23       | 8        | ?                      | ?                      | 23+      | 8+     |
| C. Perrone     | 18       | 0        | ?                      | ?                      | 18+      | 0+     |
| G. Pillon      | 34       | 4        | ?                      | ?                      | 34+      | 4+     |
| P. Riccardi    | 1        | ?        | ?                      | ?                      | 1+       | ?      |
| M. Rogliani    | 2        | 0        | ?                      | ?                      | 2+       | 0+     |
| E. Romanini    | 9        | 0        | ?                      | ?                      | 9+       | 0+     |
| D. Sanguin     | 32       | 3        | ?                      | ?                      | 32+      | 3+     |
| M. Tubaldo     | 20       | 1        | ?                      | ?                      | 20+      | 1+     |
| C. Vitale      | 32       | 4        | ?                      | ?                      | 32+      | 4+     |